# Czestków-Osiedle
Czestków-Osiedle (prononciation [ˈt͡ʂɛstkuf ɔˈɕɛdlɛ]) est un village de la gmina de Buczek, du powiat de Łask, dans la voïvodie de Łódź, situé dans le centre de la Pologne.
Sa population s'élève approximativement à 290 habitants.

## Administration
De 1975 à 1998, le village était attaché administrativement à l'ancienne voïvodie de Sieradz.

Depuis 1999, il fait partie de la nouvelle voïvodie de Łódź.